# O dobrodiních
O dobrodiních je název knihy obsahující překlad části díla, jehož autorem je slavný římský politik, spisovatel a filozof Lucius Annaeus Seneca. 
Z díla, jež se zaobírá smyslem života a přátelství, je v knize uveden spisek O dobrodiních a část jeho díla Rozpravy (Dialogy), a to Útěcha pro Marcii, Útěcha pro matku Helvii a Útěšný list Polybiovi.
Překlad byl pořízen podle vydání Sénèque: Des bienfaits. Texte établi et traduit par F. Préchac (Les Belles Lettres, Paris 1926, 1927). 
Z latinského originálu přeložil, poznámkami a rejstříkem doplnil Václav Bahník. Předmluvu napsala a nejdůležitější data Senekova života a tvorby sestavila Eva Kuťáková.
Knihu vydalo Nakladatelství Svoboda v roce 1992 jako 63. svazek edice Antická knihovna.